# Jelašnica (Niška Banja)
Jelašnica (em cirílico: Јелашница) é uma vila da Sérvia localizada no município de Niška Banja, pertencente ao distrito de Nišava, na região de Ponišavlje. A sua população era de 1566 habitantes segundo o censo de 2011.

## Demografia
| 1948 | 1953 | 1961 | 1971 | 1981 | 1991 | 2002 | 2011 |
| ---- | ---- | ---- | ---- | ---- | ---- | ---- | ---- |
| 1817 | 2078 | 2347 | 1853 | 1771 | 1724 | 1695 | 1566 |